# Крістофер Бернтссон
Крісто́фер Бе́рнтссон (швед. Kristoffer Berntsson; нар. 13 липня 1982, Гетеборг, Швеція) — шведський фігурист, що виступає у чоловічому одиночному фігурному катанні. 
Він — восьмиразовий чемпіон першості з фігурного катання Швеції (2000, 2001, 2004, 2005, 2007–10 роки), шестиразовий переможець Чемпіонату Північних країн, неодноразовий учасник Чемпіонатів Європи і світу з фігурного катання — найкраще досягнення на європейській першості — 7-е місце у 2008 році (також у чільній десятці на ЧЄ з фігурного катання 2005, 2007 і 2009 років); на світовій першості — 9-е місце на ЧС-2007 (єдиний раз у чільній десятці).
Крістофер Бернтссон є першим шведом, який виконав на офіційних міжнародних змаганнях потрійний аксель (у 2000 році). Програми фігуриста вирізняються оригінальністю — цікавими постановками і музичним супроводом, нерідко з елементами гумору.  

## Кар'єра

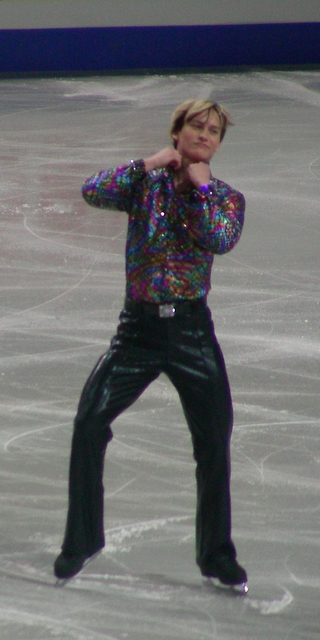
Крістофер Бернтссон виконує одну з найвідоміших своїх довільних (у стилі диско) на ЧЄ-2007, Варшава

У 5-річному віці батьки Крістофера привели його на ковзанку і записали одночасно в секції фігурного катання і хокею. За три роки юний спортсмен покинув заняття хокеєм і цілком зосередився на фігурному катанні. Крістофер спробував себе свого часу і в танцях на льоду і в синхронному катанні, але зрештою остаточний вибір було зроблено са́ме на одиночному чоловічому катанні.
Незмінним тренером К.Бентссона є Адреа Дохані, яка одночасно тренує шведську команду з синхронного фігурного катання «Команда Сюрприз» (англ. «Team Surprise»), що п'ять разів здобувала перемогу у світовій першості з цього виду. 
Уперше на «серйозний» міжнародний рівень Крістофер вийшов у 2000 році — на Чемпіонаті Європи з фігурного катання він став 21-м, а на Чемпіонаті світу з фігурного катання серед юніорів посів 22-у позицію.
На Чемпіонаті світу з фігурного катання 2005 року Крістофер зайняв найвище на той час місце у своїй кар'єрі — 14-е і т.ч. виборов для Швеції право виставити фігуриста на XX Зимовій Олімпіаді (Турин, 2006). Попри те, що на Чемпіонаті Швеції з фігурного катання в наступному (2006) році Крістофер поступився молодому даруванню Адріану Шультгайссу, посівши 2-е місце, на Олімпіаду поїхав са́ме він. Там Бернтссон посів 23-у позицію.
У наступному році (2007) К.Бернтссон уперше ввійшов до чільної десятки на Чемпіонаті світу з фігурного катання, де став 9-м. Найкращим же дотепер досягненням на європейських першостях лишається 7-а сходинка, на яку спортсмен зійшов у 2008 році. 
У 2009 році на Чемпіонаті Європи з фігурного катання в Гельсінкі Бернтссон став 8-м, а на ЧС з фігурного катання в Лос-Анджелесі — після невдалих прокатів і короткої (16-й результат), і довільної (20-й, відповідно) зрештою фінішував 20-м.
У сезоні 2009/2010 Крістофер узяв участь в етапі Гран-Прі «NHK Trophy»—2009 (12-е місце), увосьме виграв Національну (Шведську) першість з фігурного катання і вшосте — Чемпіонат Північних країн з фігурного катання, однак посівши на Чемпіонаті Європи з фігурного катання 2010 року лише 15-те місце проти 12-го у Шультгайсса, поступився тому олімпійською ліцензією на турнір одиночників на Олімпійських іграх у Ванкувері.

## Спортивні досягнення

### після 2002 року
| Сезони/Змагання                       | 2002/2003 | 2003/2004 | 2004/2005 | 2005/2006 | 2006/2007 | 2007/2008 | 2008/2009 | 2009/2010 |
| ------------------------------------- | --------- | --------- | --------- | --------- | --------- | --------- | --------- | --------- |
| Зимові Олімпійські ігри               |           |           |           | 23        |           |           |           |           |
| Чемпіонати світу з фігурного катання  | 31        | 21        | 14        | 23        | 9         | 14        | 20        |           |
| Чемпіонати Європи з фігурного катання | 15        | 13        | 10        | 14        | 10        | 7         | 8         | 15        |
| Чемпіонати Швеції з фігурного катання |           | 1         | 1         | 2         | 1         | 1         | 1         | 1         |
| Чемпіонати Північних країн            | 1         | 1         | 1         |           | 1         |           | 1         | 1         |
| Етапи Гран-прі:NHK Trophy             |           |           |           |           | 9         |           |           | 12        |
| Етапи Гран-прі:«Cup of China»         |           |           |           |           |           |           | 8         |           |
| Етапи Гран-прі:«Cup of Russia»        |           |           |           | 11        | 6         | 10        | 8         |           |
| Етапи Гран-прі:«Skate America»        |           |           |           | 11        |           | 11        |           |           |
| Bofrost Cup                           |           | 4         |           |           |           |           |           |           |
| Зимові Універсіади                    |           |           |           |           |           |           | 11        |           |
| Меморіали Карла Шефера                |           | 4         |           |           | 3         |           |           |           |
| Турніри «Золотий ковзан Загреба»      | 7         | 12        |           | 9         |           |           |           |           |
| Турніри «Finlandia Trophy»            | 10        | 3         |           |           |           |           |           | 6         |
| Турніри «Nebelhorn Trophy»            | 9         | 14        |           | 16        |           |           |           |           |

### до 2002 року
| Сезони/Змагання                                    | 1996/1997 | 1997/1998 | 1998/1999 | 1999/2000 | 2000/2001 | 2001/2002 |
| -------------------------------------------------- | --------- | --------- | --------- | --------- | --------- | --------- |
| Чемпіонати світу з фігурного катання               |           |           |           |           | 31        | 29        |
| Чемпіонати Європи з фігурного катання              |           |           |           | 21        | 21        | 21        |
| Чемпіонати світу з фігурного катання серед юніорів |           |           |           | 22        |           |           |
| Чемпіонати Швеції з фігурного катання              | 1J.       | 1J.       | 1J.       | 1         | 1         |           |
| Чемпіонати Північних країн                         |           |           | 2J.       |           |           | 1         |
| Етапи юніорського Гран-прі, Нідерланди             |           |           |           | 9         |           | 12        |
| Етапы юніорського Гран-прі, Китай                  |           |           |           |           | 12        |           |
| Етапи юніорського Гран-прі, Норвегія               |           |           |           |           | 7         |           |
| Етапи юніорського Гран-прі, Швеція                 |           |           |           | 6         |           |           |
| Етапи юніорського Гран-прі, Болгарія               |           |           | 15        |           |           |           |
| Етапи юніорського Гран-прі, Німеччина              |           |           | 14        |           |           |           |
| Європейські юнацькі Олімпійські дні                |           | 3         |           |           |           |           |

- J = юніорський рівень